# Life-span psychology
Psychologia biegu życia (life-span psychology) – dział psychologii zajmujący się rozwojem człowieka na wszystkich etapach życia, od narodzin aż po starość. Bada zmiany biologiczne, poznawcze, emocjonalne i społeczne, uwzględniając zarówno wpływ czynników genetycznych, jak i środowiskowych. Koncepcja ta podkreśla ciągłość i zmienność rozwoju oraz interakcję między różnymi etapami życia